# 미하라촌 (군마현)
미하라촌(일본어: 美原村)은 일본 군마현 미나미칸라군·다노군에 설치되었던 촌이다. 현재의 후지오카시에 해당한다.